# Graptemys pearlensis
Graptemys pearlensis is een schildpad uit de familie moerasschildpadden (Emydidae). De soort werd voor het eerst wetenschappelijk beschreven door een groep van biologen, te weten Joshua R. Ennen, Jeffrey E. Lovich, Brian R. Kreiser, Will Selman en Carl P. Qualls. De schildpad werd voor het eerst wetenschappelijk beschreven in 2010 waardoor de soort niet in alle literatuur wordt vermeld.

## Verspreiding en habitat
Graptemys pearlensis komt endemisch voor in de Verenigde Staten. De soort is alleen aangetroffen rond de Pearlrivier in het oosten van de staat Louisiana en in Mississippi.